# 대구 비산동 청동기 일괄-투겁창 및 꺾창
대구 비산동 청동기 일괄-투겁창 및 꺾창(大邱 飛山洞 靑銅器一括-鉾 및 戈)은 서울특별시 용산구 한남동, 삼성미술관 리움에 있는 금속공예품이다. 1971년 12월 21일 대한민국의 국보 제137-2호로 지정되었다.

## 개요
대구시 북부 비산동에 있는 초기철기시대 무덤유적에서 나온 유물이다.
투겁창(동모)은 창의 일종으로 끝에 나무자루를 끼우고 창 끝에 달려있는 반원형의 고리에 고정시켜 사용하도록 되어있다. 3점이 출토되었는데 하나는 길이 67.1cm로 우리나라에서 발견된 투겁창 중에서 가장 큰 편에 속한다.
길이 57.2cm의 투겁창은 몸통이 넓어 광형투겁창(광형동모)이라 하고 옆에 달려있는 고리에 구멍이 뚫려 있지 않은 것으로 보아, 실용품이라기 보다는 의기용(儀器用)으로 쓰였을 것으로 추정된다. 나머지 하나는 40.0cm로 보존상태가 양호하다.
일반적으로 출토되는 투겁창은 중국의 것을 본 뜬 것인데 이것은 완전히 한국화된 형태이다.

## 참고 자료
- 대구 비산동 청동기 일괄-투겁창 및 꺾창 - 국가유산청 국가유산포털